# Sigfrid Henrici
Sigfrid Henrici, nemški general, * 10. maj 1889, † 8. november 1964.